# باول كلوف
باول كلوف (بالإنجليزية: Paul Clough)‏ هو لاعب دوري الرغبي بريطاني، ولد في 27 سبتمبر 1987 في سانت هلنز في المملكة المتحدة.

## روابط خارجية
- باول كلوف على موقع ItsRugby.co.uk (الإنجليزية)